# Asplenium compressum
Asplenium compressum är en svartbräkenväxtart som beskrevs av Olof Peter Swartz. Asplenium compressum ingår i släktet Asplenium och familjen Aspleniaceae. Inga underarter finns listade.